# Bocholdz
Bocholdz (Bockholt, Bockholdt, Bochold, Bucholtz, Buchholtz) är en kurländsk-preussisk adelsätt tillhörande den baltiska adeln, varur flera förgreningar fortlever.
Det finns inget med säkerhet fastställt släktskap med ätten Bocholtz från Niederrhein, beläget i västra delen av Nordrhein-Westfalen, eller med Heinrich von Buchholtz (1749-1811) bosatt i Warszawa, som adlades i Preussen 1784, eller med Joachim Dietrich Buchholz, som introducerades till den preussiska adeln år 1835, och andra adelsätter med lika namn. Avgränsningen mellan ätten och andra baltiska namnen är ibland svår och kontroversiell.
Vapen
Blasonering: En ginstyckad sköld i silver med en svart ginbalk på vilken en svart fågel sitter, åtföljd av tre (2, 1) svarta ringar. På hjälmen med svart och silver täcker en silver vindklocka med en utslagen röd tunga och en svart krage mellan en öppen flygning.
År 1757 förde Wilhelm Raphael von Buchholtz en avvikande vapensköld i samband med hans upptagande i Johanniterorden, vilken även bars av hans ättlingar.
Blasonering: En ginstyckad sköld i silver med en röd ginbalk på vilken en silverfågel sitter, åtföljd av tre (2, 1) guldringar. På hjälmen med svarta och silverfiltar till höger och röda och guldfiltar till vänster, en silverhund med en utsträckt röd tunga och en röd krage mellan en öppen silverfärg till höger och röd till vänster.
Omkring 1800 antog Christoph Heinrich von Buchholtz († 1742) felaktigt vapenskölden tillhörande baronerna i Niederrhein och greven av Bocholtz, som också huvudsakligen användes av hans ättlingar.
Blasonering: En grön sköld med tre (2, 1) leopardhuvuden i silver med fladdrande röda tungor. På hjälmen en krona med en svan i silver.

## Historia
Bocholdz nämndes först i en urkund från cirka 1464 vari Johann Bockholt, som var medlem av den Tyska orden i Kurland, förlänades Fegen och Kurmahlen. Med säkerhet kan ätten fastställas med Johann Bucholt, som år 1523 förlänades Asweden och Paddern. Enligt anteckningar av Fridolf Ödberg om stämplingarna mot konung Johan III åren 1572-1575 skall Johan Bockholt tillsammans med Jöns Olsson Tolk förehaft stämplingar i Stockholm mot konung Johan III. Johan Bockholt hade tjänat kung Fredrik II av Danmark väl under kriget med Sverige 1563-1570 och det bestämdes att när kriget var över skulle han utses till dansk generalguvernör över Island. Han tjänstgjorde i två omgångar under åren 1570 till 1587 och 1597 till 1602. I astronomens Tycho Brahes anteckningar nämns att Bockholt observerade en månförmörkelse från Bessastaðir den 31 januari 1580, vilken han studerat och rapporterat till Tycho Brahe på Uraniborg.
Det har tidigare förmodats att Elisabet Borckholt, gift med borgmästaren Torgier Torgierssøn Bruhn i Marstrand, skulle varit dotter till Johan Bockholt och Lisbet Johansdatter Urne baserat på ett bördsbrev redogjort för i en dom av Uddevalla rådhusrätt. Källor pekar dock på att Elisabet Borckholt härstammar från Johann von Bucholtz till Helfenberg.
År 1620 var bröderna Johann och Georg Buchholtz upptagna i första klassen på Riddarhuset i Mitau (nr 13). Bemyndigandet att använda barontiteln för Kurland-ätten gavs genom resolutioner av den regerande senaten (Senatsukas) år 1853 och 1862. Den ryska översten och statsrådet Nikolai von Buchholtz fick bekräftelse på detta bemyndigande för sig själv med sina barn 1855 och var 1856 införda i ätte- och vapendataförteckningen för det ryska Guvernementet Tver.
Ätten upprätthöll ett flertal gånger ämbetet som Kreismarschall (Уездный предводитель дворянства) för Kurland och spred sig till Livonia, Litauen och inre Ryssland, liksom till Preussen.
I vilken utsträckning von Buchholtz-familjen, som ägde Rietz i Marken nära Treuenbrietzen från 1752 till 1872, är släkt med de som behandlas här, kunde inte dras av de använda källorna.
Eugen Glomsda (1838–1890), löjtnant i havet, adopterade son och brorson till den preussiska domstolsrådet Julius von Buchholtz († efter 1880) upplevde en preussisk höjning till adeln 1870. Han bar namnet Glomsda von Buchholtz och vapenskölden för familjevapen i Kurland Buchholtz, men dog utan att lämna några ättlingar.
Sätesgårdar inom ätten
Medlemmar av ätten har haft ett omfattande innehav av gods, varav de flesta var i Kurland. Dessa inkluderade godsen Danndorf (deposition) och Brucken i Bauske-distriktet, Auren i Doblen-distriktet, Dexten, Feegen, Klein-Iwanden, Kimahlen och Marren i Goldingen-distriktet, Altenburg, Krothen med Bergkrothen och Ellihof, Lexten och Johgeln i Grobin-distriktet, Birsen med Zerrenden och Erkuln, Todaischen, Grösen, Asweden, bojar, Langsehden, Paddern-Hasenphoth med Silleneeken, Stackeldangen med Korallen och Klein-Laschen, samt Bergdorf med Alt-Appussen i Hasenpoth-distriktet, Sillen, Iggen och Klein-Wirben i Talsen-distriktet, samt slutligen Garsden, Atlitzen och Suhrs med Annenhof, Julianenhof, Stirben och Wersiken i Windau-distriktet.
I Preussen innehade Boggusch gods i Marienwerder-distriktet, Esserischken och Elkinehlen samt Abscheningken och Groß Karowen i Darkehmen-distriktet, Gollubien och Kosacken i Oletzko-distriktet, Gottschalksdorf i Graudenz-distriktet, Gradtken i Allenstein-distriktet, Paradies i Mohrungen-distriktet , Paschutken i Rosenberg-distriktet, Petersdorf i Labiau, Popowken och Truntlack-distrikten i Gerdauen, Przelleck, Tataren och Jakunowen, samt Gorman och Ilmen i Angerburg, och slutligen Wischwill i Pogegen-distriktet ibland i familjeägande.

## Medlemmar ur släkten
- Johann Bockholt känd efter 1464
- Leon Gustav Wilhelm von Buchholtz (1838–1911), tysk-baltisk godsägare och politiker